# سيجنال (معجون أسنان)
سيجنال (بالإنجليزية: Signal)‏ هي علامة تجارية لمنتجات العناية بالفم (معجون الأسنان، فرشاة الأسنان، غسول الفم، إلخ) تابعة لمجموعة يونيليفر. تأسست هذه العلامة التجارية عام 1961 وهي متوفرة في دول عديدة عبر العالم، بما فيها العالم العربي.

### المنتج و تواجده
موجود في فرنسا و هو من العلامات الرائدة في السوق الفرنسي، حيث تمتلك حصة سوقية كبيرة (30.3% من حيث القيمة). منتجات مثل "سيجنال بلس" (بأشرطة حمراء) و"مضاد الجير" (بأشرطة زرقاء) كانت متوفرة هناك. يتم إنتاج المنتجات في مصنع رئيسي لمعاجين الأسنان متواجد بفرنسا. كما يتواجد المنتج بمختلف أصنافه في بلدان البنلوكس (بلجيكا، هولندا، لوكسمبورغ) والدول الاسكندنافية، بولندا، العالم العربي.